# Каменка (Измаильский район)
Каменка (укр. Кам’янка; до 1945 — Ташбунар; болг. Ташбунар) — село в Измаильском районе Одесской области Украины.

## Расположение
Село Каменка расположено в 30 км от районного центра, в 5 км от ближайшей железнодорожной станции Ташбунар на линии Одесса — Измаил в юго-западной части Украины, на стыке Причерноморья и Нижнедунайской низменности. Исторически эту территорию называют югом Бессарабии или Буджак (в переводе с тюркского это означает «угол». Буджаком называют юг Молдовы и придунайские районы Одесской области). Площадь составляет 3,73 км².

## Название села
До 1941 года село носило название Ташбунар — «Таш пунар», что в переводе с турецкого означает «каменный колодец». Этимология названия восходит к существовавшему на этом месте большого турецкого поселения во времена владычества турок.
Естественно, что хорошие источники воды были известны по всему Буджаку и что целый ряд местных ойконимов происходит от слов, обозначающих «колодец», «источник», «фонтан». Такие источники воды и послужили ядрами славянской колонизации — около них, на местах ногайских поселений и оседали, в частности, переселенцы из-за Дуная. Это говорит также о том, что ногайцы повлияли на культурное освоение края и что переселенцы пришли не на пустое место.Газета «Роден Край» №30 от 22 июля 1995
Название Каменка село получило в 1945 году. Название является калькой с первой составной части предыдущего названия — тюрк. tas (таш) «камень», «каменный».

## История

### Первые поселения
Территория Каменки и её окрестности заселялись с древних времен. Обнаружены остатки поселений эпохи поздней бронзы (конец II — начало I тысячелетия до н. э.), а также первых веков н. э., салтово-маяцкой культуры (VII—VIII вв). Также найдено три поселения периода Киевской Руси. В XVI—XVIII вв. в этой местности кочевали ногайцы. На месте нынешнего села существовала их стоянка — Ташбунар (в переводе — каменный колодец). В 1811 году сюда прибыли болгарские и гагаузские переселенцы. За основанной ими колониями и закрепилось название Ташбунар.

### XIX-й век
После окончания русско-турецкой войны 1806—1812 гг. колония ещё пополнилась болгарами — выходцами из Македонии, искавшими у России защиты от турецкого ига. По сведениям 1825 года, здесь в 105 дворах проживал 761 житель.
В течение 1828—1834 гг. в колонию прибыло ещё 35 семей. Каждое поселенческое хозяйство получило в «вечное безвозмездное использование» по 60 десятин земли (всего колонии выделили 8280 десяти). Жители освобождялись от воинской повинности и на 10 лет—от уплаты налогов.
Поселенцы занимались преимущественно скотоводством (разводили овец и крупный рогатый скот), а также земледелием (выращивали кукурузу, озимую пшеницу, ячмень, капусту, помидоры, перец, лук). Благоприятные климатические условия способствовали развитию садоводства, виноградарства и шелководства. После поражения России в Крымской войне 1853—1856 гг. по условиям Парижского мирного договора Ташбунар в составе Измаильского округа отошел к Молдавскому княжеству. Оторванность от всероссийского рынка отрицательно сказалась на развитии экономики края. Усиление социального и национального угнетения вызывало недовольство населения. Оно особенно усилилось в 1860 году, когда молдавские власти попытались ввести для колонистов воинскую повинность. Часть жителей села в этот период переселилась в Россию, в частности в Таврию, где основала недалеко от Азовского моря села Преслав и Инзовку. За время пребывания Ташбунара в составе Молдавского княжества (с 1861 года — Румынии) количество населения значительно уменьшилось, и в 1880 году составляло 988 человек; проживали они в 176 домах.
После завершения русско-турецкой войны 1877—1878 гг. Южная Бессарабия (в том числе в Ташбунар) снова вошла в состав России. Болгарам возвратили предоставленные ранее льготы.
В связи с ростом населения земельные наделы большинства крестьян к концу XIX в. сократились до 8—10 десятин на двор, а к 1905 году размер надела уменьшился ещё примерно на 17 %. Так, некоторые жители села имели по 250 десятин земли. В конце XIX в. в селе насчитывалось 444 лошади, 989 голов крупного рогатого скота, 8646 овец; 175 бахчей и огородов, 92 сада и виноградника. Почти треть скота, основной массив виноградников и огородов были в руках крупных землевладельцев. Им же принадлежали 22 ветряные мельницы. Многие жители села, не имея рабочего скота, инвентаря, а зачастую и семян, сдавали свои наделы в аренду, за незначительную плату.
В 1879 году открылась двухклассная школа, где 4 учителя обучали 153 детей. В следующем году были созданы два училища мужское (100 учеников) и женское (29 учениц), а в начале ХХв.— трехклассная школа.

### Первая мировая война и румынская оккупация
Во время Первой мировой войны многие мужчины были отправлены на фронт. Положение в селе стало более тяжёлым. 10 января 1918 года власть в селе перешла в руки Совета крестьянских депутатов. Возглавил его И. Н. Сатинов. Совет руководил распределением земли.
12 февраля 1918 года в Ташбунар ворвались войска Румынии.
Захватчики отняли у крестьян землю, переданную им Советской властью, провели массовую реквизицию зерна в результате многие семьи остались без куска хлеба. Положение жителей Ташбунара особенно ухудшилось в период мирового экономического кризиса, начавшегося в 1929 году. В Ташбунаре все больше земель и других богатств концентрировалось в руках крупных землевладельцев. В некоторых семьях голод часто начинался уже с осени. В поисках лучшей доли многие из них оставляли родные места и выезжали в Америку. Накануне освобождения села от оккупантов в селе большая часть населения не имела собственного хозяйства (коров, лошадей, и др.) и собственной земли. Основная масса населения оставалась неграмотной. Единственную в селе небольшую школу с обучением на румынском языке посещали преимущественно дети состоятельных семей. В годы оккупации лишь одна жительница села Н. Г. Кальчева окончила гимназию и стала преподавателем, но её уволили только из-за того, что она была болгаркой.

### Вхождение в состав Советского Союза
28 июня 1940 года Советская власть освободила Ташбунар. Через несколько недель после освобождения был сформирован колхоз им. Парижской коммуны, председателем которого избрали А. В. Иванова. Значительную помощь крестьянству в обработке земель оказала созданная в те дни МТС.
В селе открыли медицинский пункт, родильный дом, детские ясли. Начал работать сельский клуб со стационарной киноустановкой. Развернулась радиофикация села — многие жители впервые услышали радио. Была создана библиотека. Все дети школьного возраста получили возможность учиться. Открылась вечерняя школа. Для ликвидации неграмотности среди взрослого населения на каждые десять дворов создавался кружок ликбеза.

### Вторая мировая война
Во время немецко-фашистского нападения на СССР жители села Каменки оказывали помощь частям советской армии в строительстве оборонительных сооружений — рыли противотанковые рвы, окопы. В июле 1941 года фашистские войска захватили Каменку. Пытавшиеся эвакуироваться попали в окружение и вынуждены были возвратиться в село. Захватчики арестовали Н. П. Кружкова, А. И. Кинева, И. М. Караиванского, И. Г. Рашкова, Б. Н. Янкова, Ф. Ф. Кружкова, Ф. В. Каралаша и других активистов. Их жестоко избили, а затем отправили в концентрационный лагерь. Оккупанты разграбили колхозное имущество и установили новые жесткие порядки, в село прибыло 20 жандармов, население обложили налогами.
24 августа 1944 части 31-го гвардейского стрелкового корпуса 46-й армии 3-го Украинского фронта освободили Каменку от фашистских захватчиков.

В послевоенное время жители села активно включились в восстановление разрушенного войной хозяйства, возобновили работу потребительское общество, медицинский пункт, родильный дом, школа, сельский клуб, библиотека. Были организованы несколько колхозов, позднее объединившихся в единый колхоз «Прогресс». В 1958 году колхоз «Прогресс» возглавил Николай Георгиевич Мындру, впоследствии Герой социалистического труда, Депутат Верховного Совета СССР.
В 1945 г. Указом ПВС УССР село Ташбунар переименовано в Каменку.

### Послевоенное время
В 1959 году разработан проект реконструкции и застройки села, в основу положена исторически сложившаяся планировка улиц. На старых улицах выросли одно- и двухэтажные дома. Построены дом культуры, школа, детский сад, хлебзавод, гостиница, универмаг, ресторан, много производственных помещений. Село больше приобретает черты поселка городского типа. Построена трехэтажная средняя школа на 640 мест. В старших классах введена кабинетная система обучения, работают 17 учебных кабинетов. К концу 80-х было завершено строительство многоэтажных домов на 108 квартир.
В 1992 году был построен дворец спорта, который включал в себя спортзал для мини-футбола, волейбола и баскетбола, большой плавательный бассейн, борцовский зал, тренажерный зал, бильярд, кафе-бар и гостиницу, также рядом с дворцом спорта были построены футбольное, волейбольное и баскетбольное поля.
В 1996 году в селе начал работать кирпичный завод.
В декабре 1998 года введена в действие котельная, отапливающая школу, амбулаторию, сельсовет, почту и Дом культуры.
21 октября 1999 года в селе открылась больница с современным диагностическим оборудованием.

### 200-летие Каменки
26 августа 2011 года жители села отметили 200-летие со дня его основания. В ходе празднования состоялось освящение восстановленного Свято-Успенского храма и торжественная литургия, посвященная Дню села. Прошли концерты профессиональных и самодеятельных артистов, дискотека, выставка-ярмарка изделий народных умельцев. В спортивной программе были проведены детская спартакиада, конно-спортивная программа и матч местной футбольной командой «Ташбунар» с ветеранами команды «Черноморец».

## Население и национальный состав
Население по переписи 2001 года составляло 3478 человек. Почтовый индекс — 68643. Телефонный код — 4841. Занимает площадь 3,73 км². Код КОАТУУ — 5122081701.
По данным переписи населения Украины 2001 года, распределение населения по родному языку было следующим (в % от общей численности населения):
По Каменскому сельскому совету: украинский — 7,37 %; русский — 13,69 %; белорусский — 0,14 %; болгарский — 75,54 %; гагаузский — 0,86 %; молдавский — 2,00 %.
По селу Каменка: украинский — 7,50 %; русский — 13,77 %; белорусский — 0,14 %; болгарский — 75,47 %; гагаузский — 0,86 %; молдавский — 1,98 %.
По селу Новокаменка: украинский — 3,45 %; русский — 11,21 %; болгарский — 77,59 %; гагаузский — 0,86 %; молдавский — 2,59 %.

## Образование, культура и спорт
В Каменке работают учебно-воспитательный комплекс «Общеобразовательное учебное заведение I—III степеней — гимназия», дошкольное учебное заведение «Родничок» общего развития для детей от 2 до 6 лет, Дом культуры, музыкальная школа; Дворец спорта им. Н. Миндру; участковая больница; отделение сбербанка; отель. Работают народные танцевальные коллективы «Колорит» и «Радуга», вокальный мужской ансамбль «Друзья», духовой оркестр. Религиозные общины: Украинская православная церковь (Московский патриархат) (памятник архитектуры — Свято-Успенская церковь, 1841), адвентистов седьмого дня, евангел. христиан-баптистов. Установлен памятник Неизвестному солдату и бюст Николаю Мындру (с 1958 возглавлял местный колхоз, внёс значительный вклад в развитие села).

### Бессарабские игры
С 2018 года Каменка принимает у себя «Бессарабские игры» — зимнюю спартакиаду на кубок общественной организации «Центр развития Бессарабии».
Первые «Игры», которые прошли с 15 по 17 февраля 2018 года, собрали участников и болельщиков из населённых пунктов пяти районов Бессарабии. Соревнования проходили на базе крупнейшего спортивного комплекса Измаильского района — Дворец спорта им. Н. Мындру. В спартакиаде приняли участие 10 команд из Ренийского (село Орловка), Арцизского (село Островное), Болградского (села Городнее, Каракурт, Кубей и Криничное), Измаильского (посёлка Суворово и села Каменка) районов и города Измаила (сборная Измаильского государственного гуманитарного университета), Белгород-Днестровского педагогического училища.
Участники соревновались по таким видам спорта, как плавание, волейбол, настольный теннис, перетягивание каната и шахматы. В играх приняли участие взрослые спортсмены-любители в возрасте от 16 лет — всего около 120 участников.
В 2019 году «Бессарабские игры» прошли в апреле (19 и 20 числа). 120 спортсменов из пяти районов Одесской области соревновались в шести видах спорта — к прошлогоднему перечню было добавлено толкание ядра.

## Известные уроженцы

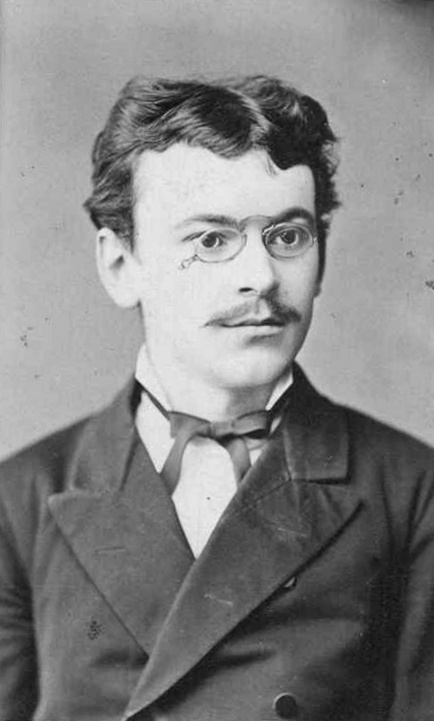
Георгий Дерманчев

- Георгий Дерманчев (11 января 1857 — 12 января 1927) — болгарский офицер (полковник), участник Сербско-болгарской войны (1885), Первой Балканской войны (1912—1913) и Второй Балканской войны (1913).
- Иванова Антонина (Узун) (болг. Антонина Иванова; р. 17 марта 1975) — украинский журналист болгарского происхождения, работает в болгароязычной прессе.
- Мындру Николай (15 февраля 1928 — 7 февраля 2002) — передовик советского сельского хозяйства, председатель колхоза «Прогресс», Герой Социалистического Труда (1966). Депутат Совета Союза Верховного Совета СССР 11-го созыва (1984—1989) от Одесской области.[21]